# Gastronomía de la provincia de Huesca

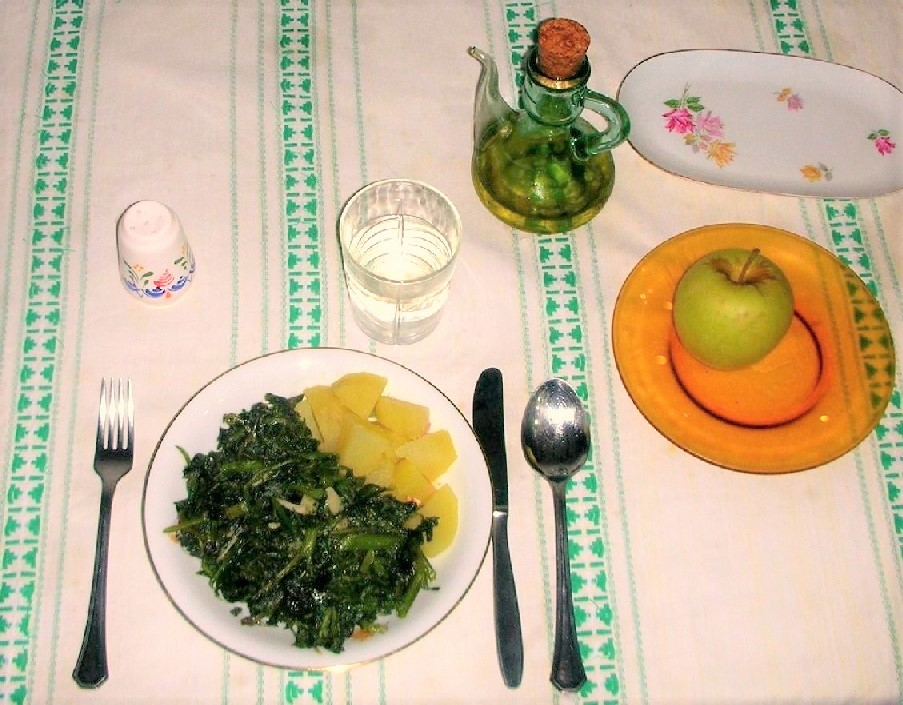
Plato de borrajas y patatas.

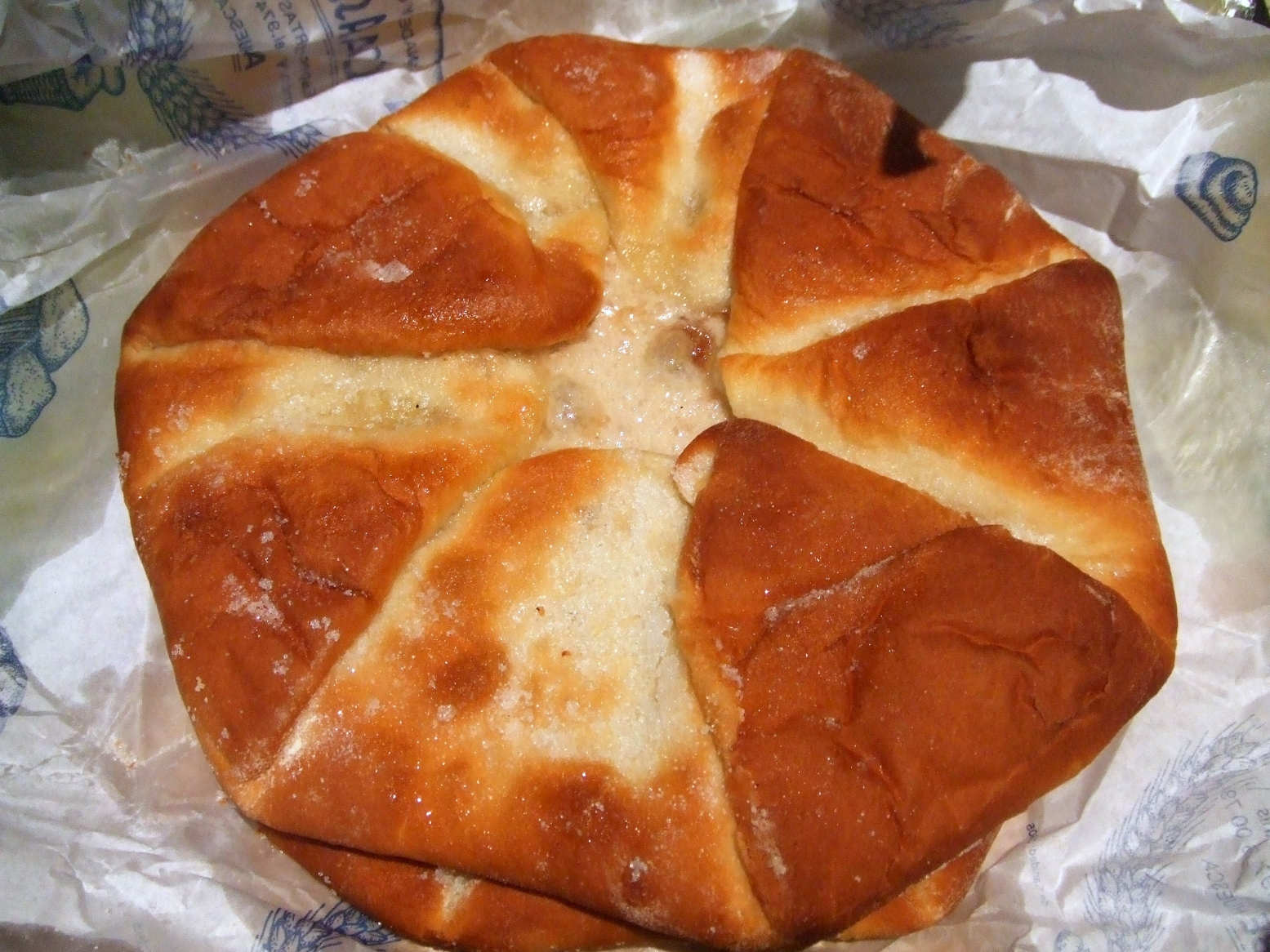
Refollau

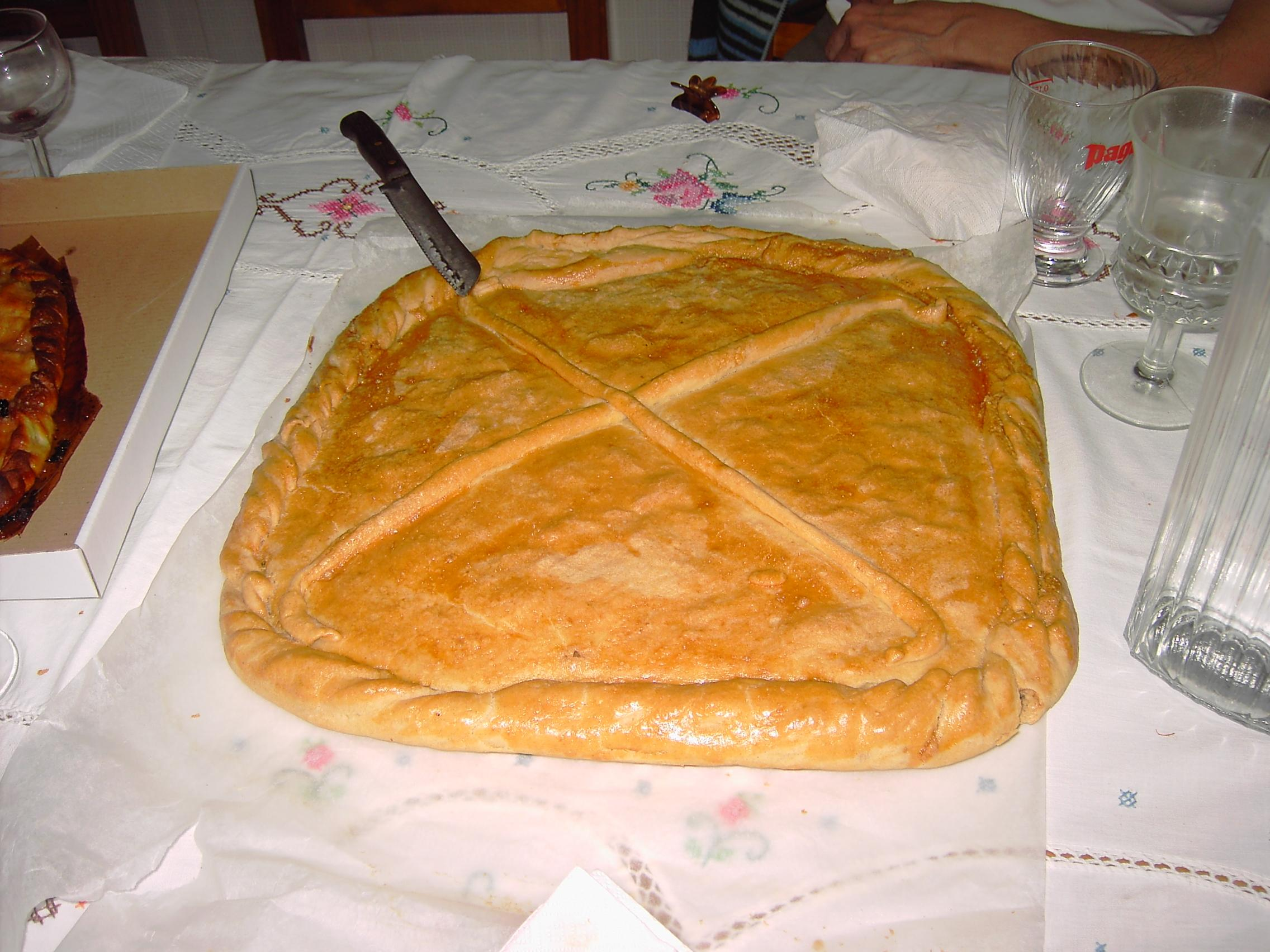
Torta de Ribagorza.

La gastronomía de la provincia de Huesca consiste en el conjunto de preparaciones y tradiciones culinarias de la provincia de Huesca (Aragón). En muchos casos se denomina como cocina del Alto Aragón que asciende hasta el Pirineo. Se compone de preparaciones culinarias recias, compuestos en su mayoría de carne. La pesca fluvial de los ríos que bajan por el pirineo permiten algunas preparaciones como la trucha pirenaica elaborada a la plancha. 

## Historia
Entre los hitos destacables, se encuentra la introducción de la patata en la cocina aragonesa por parte de Joaquín Fernando Garay que tras la primera acomodación en Galicia, introduce la patata en Aragón dentro la región oscense de Benasque. La generalización de su cultivo en tierras de Aragón se debe básicamente al navarro Pedro Gregorio de Echeandía y Jiménez.

## Ingredientes
Los ingredientes se inclinan mayoritariamente hacia la carne, por regla general de cordero. Los pescados frescos tradicionales proceden de los ríos que cruzan la provincia, algunas especialidades como el abadejo ajorriero son populares. El bacalao se prepara de diversas formas: el ajoarriero, o a la baturra, con patatas y huevos cocidos, y los sugerentes buñuelos de bacalao. Las preparaciones como el chilindrón (bien sean de pollo o de cordero son populares en la provincia).

### Carnes
El cordero (ternasco) es importante en esta provincia, existiendo preparaciones de asado. En algunos casos son populares los ternascos y cabritos al espedo (asados al espetón) y poseen como ingredientes sal, ajo y grasa. El ternasco entre dos fuegos. Son famosos los espárragos montañeses: se trata de una preparación culinaria tradicional de los pastores del Pirineo aragonés. Suelen emplearse en la elaboración de este plato las colas de las hembras reservadas a la cría; a estas corderas se las denomina en la jerga de los pastores del Pirineo como "rabonas". El rabo se suele amputar al animal vivo, y esta operación se realiza, no para la elaboración del plato, sino para que puedan ser "cubiertas" con mayor facilidad. En Barbastro uno de los platos más representativos es la chireta (tripa de cordero rellena de arroz, jamón, tocino y vísceras). El ternasco a la pastora. La carne de vaca es popular y se logra preparar de diversas formas: estofado de ternera aromatizado con tomillo, la lengua de ternera a la oscense, etc. Entre los platos de carne de cerdo se tienen las chuletas de cerdo a la aragonesa, la pierna de cerdo asada (al estilo de Briescas), los famosos boliches de Embún (elaborados con oreja de cerdo y judías). En el terreno de los embutidos se encuentra la longaniza de Graus; de la misma forma otro embutido es el arbiello, típico del campo de Jaca.
En volatería cabe destacar gallina asada de Casbas, siendo posible encontrar el pollo al chilindrón y, en la cocina navideña, el capón de Navidad. Entre las preparaciones de caza menor se encuentra la llebrada (un guiso de liebre que se ha marinado la noche anterior en vino tinto). Existen los pichones al salmorejo (salmis), las perdices al rescoldo, etc. De la misma forma, el denominado conejo borracho, que se guisa con brandy y azúcar. Los huevos en salmorejo preparados escalfados y acompañados de lomo de cerdo. En Barbastro es popular la empanada goguera (especie de empanada rellena de carne de caza y aves de corral).

### Verduras y frutas
Algunas de las preparaciones de cereal entran en preparaciones como las sopas, entre las que cabe destacar las sopas royas (elaboradas con pimiento), las canas. Entre los pueblos y municipios de la provincia existen las migas. Las migas del pastor, así como las farinetas (en las que se sustituye el pan migado por harina). Cabe destacar la recolección de trufas, sobre todo en el valle de Ansó. La huerta oscense ofrece diversas especialidades, una de ellas son los pimientos del pico (variedad de pimiento rojo y algo más grande y carnoso que el del piquillo) que se suele asar, así como la escarola (una especie de lechuga), los espárragos, así como la borraja y el cardo. La fritada de calabaza. Las ensaladas de patatas y cebollas. En el terreno de las legumbres se puede mencionar las lentejas, siendo uno de los platos las lentejas al estilo de Ordesa. Entre las alubias (conocidas como "boliches") son populares las de Embún o Biescas, con ellas se elabora el potaje de legumbres denominado el Recao de Binéfar (elaborado a base de patatas, judías blancas y arroz).

## Repostería

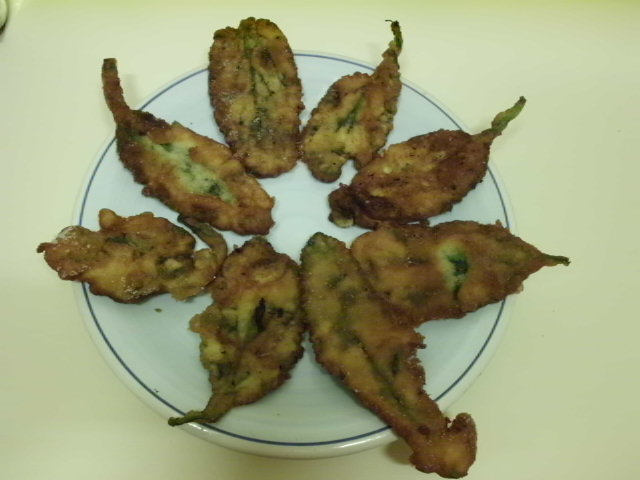
Los crespillos de borraja, postre típico del Somontano de Barbastro.

En Barbastro son populares los crespillos de borraja elaborados con las borrajas del lugar. Son populares también los pasteles Biarritz y el pastillo (denominado en otras zonas: empanadico). Las tortas de anís de Biscarrués. En Fraga es muy popular la famosa Coq, elaborada con membrillo (masa fina sobre la que se colocan rodajas de membrillo y trozos de nuez o almendra. Todo junto se cocina en un horno de panadería sobre una gran plancha de hierro). Las pastelerías de algunos municipios muestran las castañas de mazapán y las colinetas. En Ayerbe es conocida la denominada torta de Ayerbe, el refollau y los empanadicos (rellenos de espinais o de calabaza). En algunos lugares de la provincia son frecuented los postres de carácter general y con gran contenido calórico, como son la leche frita y el arroz con leche. Las monjas benedictinas hacen unos dulces conventuales denominados los civilicos, una especie de masas de forma de media luna que se rellenan con almendra, de la misma forma que los suspiros de monja.

## Fiestas y costumbres culinarias
En 2002, se inició el Festival de la Chireta en Escalona, que ha estado funcionando desde entonces, cada año, alrededor del tercer fin de semana de octubre. En 2002, se logró un récord Guinness por la más larga y más pesada chireta en el mundo: 103,75 metros de largo, pesando un total de 220 kg. El día 22 de enero, en honor al patrón San Vicente, la ciudad de Huesca celebra las 'fiestas menores' y es frecuente tomar huevos duros con ensalada. Durante este día se realiza una degustación de patatas asadas, longanizas y churros frente a una hoguera.

## Vinos
El Somontano (que significa al pie del monte) es el vino más conocido de la provincia. La producción vitivinícola tiene como centro la localidad de Barbastro. Siendo conocidos también los vinos de la Tierra Ribera del Gállego-Cinco Villas y Tierra Valle del Cinca.